# Сарла-ла-Канеда
Сарла-ла-Канеда, или Сарла (фр. Sarlat-la-Canéda) — коммуна на юго-западе Франции в департаменте Дордонь административного региона Аквитания. Город является супрефектурой и центром одноимённого округа.
Центр исторического края Чёрный Перигор, расположенного на известняковом плато Керси. Небольшой исторический городок, пользующийся высокой популярностью среди туристов, известен своей архитектурой эпохи Средневековья и начала эпохи Возрождения (XIII—XVI века). Исторический центр представляет собой лабиринт кривых улочек и живописных переулков, множество маленьких тенистых площадей по своему периметру окружены частными особняками, крытыми плитняком, из которых самые примечательные — дом писателя и философа Ла Боэси, отель дю Барри (фр. hôtel du Barry), отель де Савиньяк (фр. hôtel de Savignac) и здание суда.
1 марта 1965 года произошло слияние двух коммун Сарла и Ла-Канеда под новым именем Сарла-ла-Канеда.

## География
Сарла-ла-Канеда расположен в Чёрном Перигоре (Périgord Noir) — одной из четырёх частей Перигора (Périgord) — исторической области на юго-западе Франции, известной своей кухней, мягким климатом и богатым историческим наследием.

## История
Город вырос вокруг бенедиктинского аббатства, известного со времён Каролингов. На протяжении столетий он считался одним из религиозных центров Перигора. Будучи расположены в стороне от важнейшей водной артерии региона, реки Дордонь, город и аббатство избежали набегов викингов. Пора расцвета города пришлась на XIV век, когда его название постоянно мелькало в хрониках Столетней войны. Во время Фронды Сарла был оккупирован и разграблен войсками принца Конде. Активно реставрировался в течение последних 40 лет и ныне является одним из самых посещаемых городов в Дордони.

## Экономика
Основными статьями дохода для Сарла являются туризм и сельское хозяйство.
Туризм
Средневековые архитектурные достопримечательности Сарла ежегодно привлекают сюда около 1,5 миллиона туристов. По этому показателю Сарла является самым посещаемым городом в департаменте, а во Франции он занимает 14-е место по популярности у туристов.
Аграрный сектор и животноводство
- Табак, который выращивается в Дордони начиная с 1857 года;
- Фуа-гра. Несколько крупных производителей и множество мелких частных хозяйств практикуют искусственное кормление гусей и уток для получения фуа-гра и других продуктов (утиное филе, паштеты и прочее);
- Трюфели. Редкий и деликатесный продукт, являющийся ценным достоянием края Чёрный Перигор.

## Транспорт
- Автобусы компании «Sarlat bus»
- Железнодорожная линия региональной сети TER Aquitaine Бордо (Bordeaux) — Сарла (Sarlat) — 13 поездов в день. В Сарла расположены два железнодорожных вокзала — Сарла-ла-Канеда[англ.] и Сен-Жан[англ.].
- Аэропорт Sarlat — Domme (по состоянию на середину 2013 года не работает).

## Достопримечательности
Со времён Средневековья город мало изменился, в связи с чем он предложен Францией к включению в список Всемирного наследия. Для развития туристического потенциала города много сделал министр культуры Франции Андре Мальро. В 1970-х годах центр города прошёл специальную реставрацию, которая была признана образцом для последующих подобных проектов.
Причисленный во Франции к множеству «городов искусств и истории», Сарла известен самой высокой в мире плотностью размещения исторических памятников (классифицированных или внесённых в дополнительный список).
- Собор святого Сацердоса (XII—XIV век), возведённый в центре самого первого кладбища Сарла.
- Церковь францисканцев (фр. église des Récollets) (XVII век), ставшая в XIX веке часовней Белого братства кающихся грешников. Свидетельством прежней церкви в наше время остаются только входные врата; с 1970 года здесь находится Музей религиозного искусства.
- Дом французского философа Ла Боэси, XVI век.
- Шато Лубежак, бывшее владение французского политика Жюстена де Сельва, учредившего здесь «Фонд Сельва».
- Шато Кампаньяк, XIV—XVI век.
- Епископский замок Темняк (в руинах), XV век, открыто к посещению.
- Церковь святой Марии, перестроенная в городской крытый рынок. Начиная с 2012 года в колокольне установлен панорамный лифт, откуда открываются виды на весь город. Открыто с апреля по декабрь (в зимние месяцы по отдельным дням).
- Прежнее епископство, где сейчас размещён офис по туризму и выставочные залы.
- Сад гробовых ниш (XIV—XVI век).
- Кладбищенский фонарь[фр.][2] или башня святого Бернара (XII век) около 10 метров высотой; во Франции встречается очень редко. От случая к случаю она служила погребальной часовней. Эту башню построили в честь святого Бернара, проходившего через Сарла, возвращаясь из Второго крестового похода 1147 года.
- Отель Гиссон (или отель Шассен), XVI век, с 1969 года классифицирован как исторический памятник; с апреля 2011 года в его стенах открылся музей «Усадьба Гиссон»[3], посвящённый истории правосудия от средних веков до французской революции.
- Башня палача (фр. tour du Bourreau) и древние остатки городской стены.
- Несколько примечательных частных особняков.
- Общественные прачечные возле Roc Bayard и на улице rue Fontaine de l’Amour.

## Сарла в кинематографе
Благодаря бережному отношению к старинной архитектуре центра города, продюсеры часто выбирают Сарла местом съёмок фильмов; исторический центр Сарла является одним из самых «снимаемых» во Франции. Начиная с 1945 года город служил аутентичной средневековой декорацией более чем в 80 кинолентах.
Среди снятых в Сарла фильмов можно отметить ленты:
- «Дуэлянты» (1977), Ридли Скотта,
- «Жанна д’Арк» (1999), Люка Бессона,
- «Отверженные» (1982), Робера Оссейна,
- «Дочь д’Артаньяна» (1994), Бертрана Тавернье,
- «В ловушке времени» (2003), Ричарда Доннера.
- «Убийства в Сарла» (2017), Дельфин Лемуан (34-й фильм из детективного цикла «Убийства в...» (2013-2024)

Сцена финальной дуэли в фильме «Дуэлянты» была снята в замке Коммарк, который находится в долине реки Везер между коммунами Ле-Эзи-де-Таяк-Сирёй, Монтиньяк и Сарла.
|               |                  |                      |                     |                      |
| Собор в Сарла | Особняк Ла Боэси | Кладбищенский фонарь | Старинная застройка | Улицы полны туристов |

## Известные люди
- Анри Санфурш — офицер наполеоновской армии.
- Фурнье-Сарловез, Франсуа Луи — генерал Французской империи.
- Этьен де Ла Боэси — философ, гуманист, переводчик.